# Ентероцит
Ентероцити — клітини, які покривають стінку тонкої кишки. Ці клітини продукують деякі ферменти, наприклад лактазу. Порушення у роботі цих клітин приводить до гастроентерологічних порушень роботи організму.